# 大韓民國紀年

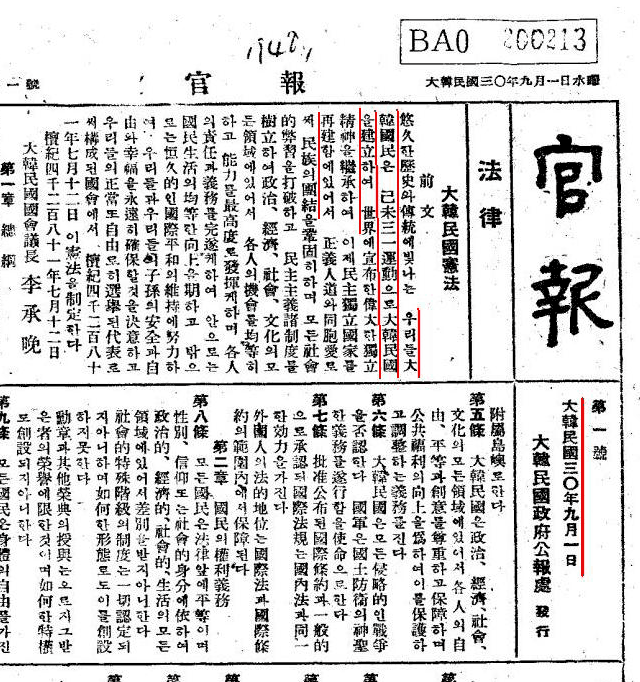
大韓民國最初的官報

大韓民國紀年是1948年8月15日到1948年9月24日期間大韓民國實際實行的國號紀年法。
大韓民國紀年並不是以1948年大韓民國成立紀元，而是以1919年三一獨立運動紀元。所以，大韓民國成立時已經是大韓民國30年。這個年號於1948年9月25日被檀君紀元取代。

## 与公元纪年转换

### 朝鮮日治時期
| 大韓民國紀年 | 元年    | 2年     | 3年      | 4年      | 5年      | 6年      | 7年      | 8年                 | 9年     |
| 公元紀年     | 1919年  | 1920年  | 1921年   | 1922年   | 1923年   | 1924年   | 1925年   | 1926年              | 1927年  |
| 日本紀年     | 大正8年 | 大正9年 | 大正10年 | 大正11年 | 大正12年 | 大正13年 | 大正14年 | 大正15年 / 昭和元年 | 昭和2年 |

| 大韓民國紀年 | 10年    | 11年    | 12年    | 13年    | 14年    | 15年    | 16年    | 17年     | 18年     |
| 公元紀年     | 1928年  | 1929年  | 1930年  | 1931年  | 1932年  | 1933年  | 1934年  | 1935年   | 1936年   |
| 日本紀年     | 昭和3年 | 昭和4年 | 昭和5年 | 昭和6年 | 昭和7年 | 昭和8年 | 昭和9年 | 昭和10年 | 昭和11年 |

| 大韓民國紀年 | 19年     | 20年     | 21年     | 22年     | 23年     | 24年     | 25年     | 26年     | 27年     |
| 公元紀年     | 1937年   | 1938年   | 1939年   | 1940年   | 1941年   | 1942年   | 1943年   | 1944年   | 1945年   |
| 日本紀年     | 昭和12年 | 昭和13年 | 昭和14年 | 昭和15年 | 昭和16年 | 昭和17年 | 昭和18年 | 昭和19年 | 昭和20年 |

### 苏联与美国分治朝鲜半岛时期
| 大韓民國紀年 | 27年   | 28年   | 29年   | 30年   |
| 公元紀年     | 1945年 | 1946年 | 1947年 | 1948年 |

## 參看
- 檀君紀元
- 主體曆